# 금오산 (충남)
금오산(金烏山)은 대한민국의 충청남도 예산군 예산읍에 있는 산이다. 높이는 234m. 이전에는 덕봉산(德峰山)이라고도 불렸다. 향천사와 탈해사가 있다. 